# 佐々木隆生
佐々木 隆生（ささき たかお、1945年10月10日 - ）は、日本の経済学者。経済学博士（東北大学）。北海道大学名誉教授。岩手県盛岡市生まれ。

## 来歴
1969年東北学院大学経済学部卒業。1975年東北大学大学院経済学研究科単位取得満期退学。同年、東北大学経済学部助手。1977年北海道大学経済学部講師。1978年同経済学部助教授。1985年同経済学部教授。同公共政策大学院教授を経て、2009年同公共政策大学院特任教授。2011年北海道大学を退職、同名誉教授、北星学園大学経済学部教授。2016年3月北星学園大学定年退職。

## 研究領域
専門は世界経済論、国際関係論、理論経済学。特に、国際資本移動の政治経済学、アジア太平洋地域の政治経済統合、グローバル・エコノミーにおける世界経済管理の政治経済学的考察など多岐に渡って研究。

## 著書
- 村岡俊三と共著『構造変化と世界経済』（藤原書店、1993年）
- 中村研一と共著『ヨーロッパ統合の脱神話化 ― ポスト・マーストリヒトの政治経済学』（ミネルヴァ書房、1994年）
- 『国際資本移動の政治経済学』（藤原書店、1995年）
- 『国際公共財の政治経済学 - 危機・構造変化・国際協力』（岩波書店、2010年）
- 『大学入試の終焉 - 高大接続テストによる再生』（北海道大学出版会、2012年）

## 翻訳
- ルイジ・パシネッティ著『構造変化の経済動学 - 学習の経済的帰結についての理論』（監訳、日本経済評論社、1998年）